# Gemmelaincourt
Gemmelaincourt település Franciaországban, Vosges megyében. Lakosainak száma 126 fő (2022. január 1.). Gemmelaincourt Ménil-en-Xaintois, Offroicourt, Parey-sous-Montfort, Rouvres-en-Xaintois, Saint-Menge, Viviers-lès-Offroicourt, Belmont-sur-Vair és Domjulien községekkel határos.

## Népesség
A település népességének változása:
| Lakosok száma | 160  | 160  | 163  | 149  | 144  | 140  | 135  | 131  | 126  |
|               | 2013 | 2015 | 2016 | 2017 | 2018 | 2019 | 2020 | 2021 | 2022 |